# 美国新河入口海怪尸体
美国新河入口海怪尸体（英語：New River Inlet Carcass）是指1885年在美国佛罗里达州圣卢西亚县新河入口发现的大型神秘海洋生物尸体。

## 目击
美国新河入口海怪尸体最先被目击者戈登发现，长40~42英尺（12~12.8米）。尸体被发现时已经开始分解，腹部开放、肠子露出，尾部与颈部细长，有两个鳍。戈登先生判断这具尸体是一个脊椎动物，且有可能是一条鲸鱼，但另一种观点认为这是遭飓风袭击搁浅海岸的姥鲨。戈登先生曾试图将尸体脱至高处并设法保护尸体免遭破坏，但之后的一场暴风雨将尸体冲入大海，尸体真实身份也就此难以得到确认。